# Telugu Desam
Telugu Desam, movimiento que representa a la población Telinga. Telugu Desam se traduce como "La tierra del pueblo que habla Telugu". El movimiento fue fundado en 1982 por el actor N.T. Rao y promueve el orgullo cultural Telegu. En la actualidad el Telugu Desam forma parte de la oposición en los Estados de Andhra Pradesh y Telangana en la India.

## Resultados electorales

### Lok Sabha
| Elecciones | Líder                | # de escaños | Diferencia | # de votos | % de votos | Puesto    |
| ---------- | -------------------- | ------------ | ---------- | ---------- | ---------- | --------- |
| 1984       | N. T. Rama Rao       | 30/516       |            | 10.132.859 | 4,31%      | Oposición |
| 1989       | N. T. Rama Rao       | 2/545        | 28         | 9.909.728  | 3,29%      | Oposición |
| 1991       | N. T. Rama Rao       | 13/521       | 11         | 8.223.271  | 2,96%      | Oposición |
| 1996       | N. Chandrababu Naidu | 16/545       | 3          | 9.931.826  | 2,97%      | Oposición |
| 1998       | N. Chandrababu Naidu | 12/545       | 4          | 10.199.463 | 2,77%      | Coalición |
| 1999       | N. Chandrababu Naidu | 29/545       | 17         | 13.297.370 | 3,65%      | Coalición |
| 2004       | N. Chandrababu Naidu | 5/545        | 24         | 11.844.811 | 3,04%      | Oposición |
| 2009       | N. Chandrababu Naidu | 6/543        | 1          | 10.841.659 | 2,51%      | Oposición |
| 2014       | N. Chandrababu Naidu | 16/543       | 10         | 14.094.545 | 2,55%      | Coalición |
| 2019       | N. Chandrababu Naidu | 3/543        | 13         | 12.513.061 | 2,04%      | Oposición |

### Asamblea Legislativa de Andhra Pradesh
| Elecciones | Líder                | # de escaños | Diferencia | # de votos | % de votos | Puesto              |
| ---------- | -------------------- | ------------ | ---------- | ---------- | ---------- | ------------------- |
| 1983       | N. T. Rama Rao       | 201/294      |            |            | 46,30%     | Mayoría             |
| 1985       | N. T. Rama Rao       | 202/294      | 1          |            | 46,21%     | Mayoría             |
| 1989       | N. T. Rama Rao       | 74/294       | 128        |            | 36,54%     | Oposición           |
| 1994       | N. T. Rama Rao       | 226/294      | 152        |            | 44,14%     | Mayoría             |
| 1999       | N. Chandrababu Naidu | 180/294      | 46         |            | 43,87%     | Mayoría             |
| 2004       | N. Chandrababu Naidu | 47/294       | 133        | 13.444.168 | 37,59%     | Oposición           |
| 2009       | N. Chandrababu Naidu | 92/294       | 45         | 11.826.457 | 28,12%     | Oposición           |
| 2014       | N. Chandrababu Naidu | 117/294      | 25         | 15.746.215 | 32,53%     | Gobierno en minoría |
| 2019       | N. Chandrababu Naidu | 23/175       | 94         | 12.304.668 | 39,26%     | Oposición           |

### Asamblea Legislativa de Telangana
| Elecciones | Líder     | # de escaños | Diferencia | # de votos | % de votos | Puesto    |
| ---------- | --------- | ------------ | ---------- | ---------- | ---------- | --------- |
| 2014 a     |           | 15/119       |            |            |            | Oposición |
| 2018       | L. Ramana | 2/119        | 13         | 725.845    | 3,5%       | Oposición |

a Elección indirecta.
- Datos: Q2279320
- Multimedia: Telugu Desam Party / Q2279320